# Asociația Futball Klub Csíkszereda Miercurea Ciuc
L'Asociația Futball Klub Csíkszereda Miercurea Ciuc, meglio noto come AFK Csíkszereda Miercurea Ciuc, è una società calcistica rumena con sede nella città di Miercurea Ciuc. Milita nella Liga I, la prima divisione del campionato rumeno.

## Storia
Nella stagione 2024-2025 ha conquistato un terzo posto in Liga II conquistando una promozione in prima divisione.

## Rosa 2024-2025
Aggiornata al 27 ottobre 2024
| N. |                       | Ruolo | Calciatore      |
| -- | --------------------- | ----- | --------------- |
| 1  | Romania (bandiera)    | P     | Mark Karacsony  |
| 2  | Romania (bandiera)    | C     | Andrei Gheralia |
| 3  | Romania (bandiera)    | D     | Raul Palmeș     |
| 4  | Romania (bandiera)    | D     | Márk Kovács     |
| 5  | Ungheria (bandiera)   | D     | Dávid Kelemen   |
| 6  | Romania (bandiera)    | C     | Lóránt Kovács   |
| 7  | Ungheria (bandiera)   | A     | Gábor Makrai    |
| 8  | Romania (bandiera)    | C     | Szilard Veres   |
| 9  | Slovacchia (bandiera) | A     | Jozef Dolny     |
| 10 | Spagna (bandiera)     | A     | Soufiane Jebari |
| 11 | Brasile (bandiera)    | C     | Anderson Ceará  |
| 13 | Romania (bandiera)    | C     | Attila Csürös   |
| 15 | Romania (bandiera)    | C     | Ervin Bakos     |
| 16 | Ungheria (bandiera)   | C     | Bence Pintér    |
| 17 | Romania (bandiera)    | C     | Erwin Bloj      |

| N. |                       | Ruolo | Calciatore         |
| -- | --------------------- | ----- | ------------------ |
| 19 | Romania (bandiera)    | C     | Szilard Balogh     |
| 20 | Romania (bandiera)    | C     | Efraim Bödő        |
| 21 | Romania (bandiera)    | P     | Hunor Albert       |
| 22 | Ungheria (bandiera)   | A     | Alexander Torvund  |
| 23 | Ungheria (bandiera)   | D     | János Nagy         |
| 24 | Ungheria (bandiera)   | D     | János Hegedűs      |
| 33 | Romania (bandiera)    | P     | Mate Simon         |
| 53 | Romania (bandiera)    | C     | Botond Szondi      |
| 66 | Romania (bandiera)    | C     | Botond Karandi     |
| 69 | Ungheria (bandiera)   | A     | Benjamin Babati    |
| 77 | Slovacchia (bandiera) | C     | Peter Gal-Andrezly |
| 90 | Romania (bandiera)    | C     | Szabolcs Szilágyi  |
| 91 | Romania (bandiera)    | D     | Daniel Vita        |
| 97 | Romania (bandiera)    | P     | Matyas Becze       |